# Westfield (Pennsilvània)
Westfield és una població dels Estats Units a l'estat de Pennsilvània. Segons el cens del 2000 tenia 1.190 habitants.

## Demografia
Segons el cens del 2000, Westfield tenia 1.190 habitants, 495 habitatges, i 330 famílies. La densitat de població era de 441,8 habitants per km².
Dels 495 habitatges en un 29,5% hi vivien nens de menys de 18 anys, en un 49,7% hi vivien parelles casades, en un 12,1% dones solteres, i en un 33,3% no eren unitats familiars. En el 28,9% dels habitatges hi vivien persones soles el 16,4% de les quals corresponia a persones de 65 anys o més que vivien soles. El nombre mitjà de persones vivint en cada habitatge era de 2,36 i el nombre mitjà de persones que vivien en cada família era de 2,85.
Per edats la població es repartia de la següent manera: un 25,3% tenia menys de 18 anys, un 7,1% entre 18 i 24, un 27,6% entre 25 i 44, un 20,3% de 45 a 60 i un 19,8% 65 anys o més.
L'edat mediana era de 39 anys. Per cada 100 dones de 18 o més anys hi havia 82,2 homes.
La renda mediana per habitatge era de 27.772$ i la renda mediana per família de 33.688$. Els homes tenien una renda mediana de 26.607$ mentre que les dones 18.424$. La renda per capita de la població era de 13.135$. Entorn del 15,9% de les famílies i el 22,1% de la població estaven per davall del llindar de pobresa.

## Poblacions més properes
El següent diagrama mostra les poblacions més properes.